# Maadna
Maadna (franska: Maadna (CR), Maadna (Commune Rurale), arabiska: قصبة  الطرش) är en kommun i Marocko.   Den ligger i provinsen Khouribga och regionen Béni Mellal-Khénifra, i den nordöstra delen av landet, 130 km söder om huvudstaden Rabat. Antalet invånare är 6 265.